# 2013 en basket-ball
Chronologie du basket-ball
2012 en basket-ball - 2013 en basket-ball - 2014 en basket-ball
Les faits marquants de l'année 2013 en basket-ball

## Événements

### Février
- 10 février :
  - Finale de la Coupe d'Espagne à Vitoria : le FC Barcelone remporte son 23e titre en battant Valence 85 à 69.
- 17 février :
  - BCM Gravelines Dunkerque remporte la Leaders Cup en battant Strasbourg sur le score de 77 à 66 à la Disney Events Arena de Disneyland Paris à Chessy (Seine-et-Marne). Ludovic Vaty est nommé MVP de la compétition[1].

### Mars
- 14 mars :
  - Le Dynamo Moscou remporte sur le fil sa deuxième Eurocoupe féminine, s’inclinant de quatre points (70-74) sur le terrain de Kayseri Kaski S.K., grâce à une interception et un panier d’Ilona Korstine dans les dernières secondes. Mené de neuf points à une minute du terme, le club russe a donc réussi à préserver un de ses cinq points d’avance acquis à l’aller (victoire 66-61 en Russie) et s’impose donc sur le score cumulé de 136-135.
- 24 mars :
  - L’UMMC Iekaterinbourg, organisateur de la Finale à huit, remporte sa deuxième Euroligue féminine en s’imposant 82 à 56 contre Fenerbahçe İstanbul, dix ans après son premier titre contre Valenciennes. L’Américaine d’Iekaterinbourg Candace Parker est désignée meilleure joueuse de la rencontre[2].
Dans la finale pour la troisième place, les Françaises de Bourges Basket se défont des Slovaques de Good Angels Košice sur le score de 65 à 57, réalisant ainsi leur meilleure performance européenne depuis leur quatrième place en 2008.

### Mai
- 3 au 5 mai : 38e édition de la Coupe d'Europe des clubs de basket-ball en fauteuil roulant à Valladolid en Espagne, remportée par Galatasaray pour la 4e fois en six ans.

### Juin
- 1er juin :
  - Les Sharks d'Antibes remportent le Championnat de Pro B 2012-2013 et accèdent ainsi au Championnat de Pro A 11 ans après leur descente en deuxième division.

- 19 juin :
  - Le Real Madrid remporte le Championnat d'Espagne 2012-2013 en dominant le FC Barcelone.

### Septembre
- 22 septembre :

- - L'Équipe de France masculine remporte le titre de champion d'Europe en Slovénie, en battant son homologue lituanienne sur le score de 80 à 66.

## Tableaux récapitulatifs
| Pays                         | Compétition                                   | Vainqueur                     | Finaliste                    | Résultat                     |  |
| Compétitions internationales | Compétitions internationales                  | Compétitions internationales  | Compétitions internationales | Compétitions internationales |  |
| ---------------------------- | --------------------------------------------- | ----------------------------- | ---------------------------- | ---------------------------- |  |
|                              | Euroligue                                     | Olympiakós Le Pirée           | Real Madrid                  | 100-88                       |  |
|                              | EuroCoupe                                     | Lokomotiv Kouban-Krasnodar    | Uxue Bilbao Basket           | 75-64                        |  |
|                              | EuroChallenge                                 | Krasnye Krylya Samara         | Pınar Karşıyaka İzmir        | 77-76                        |  |
|                              | Ligue adriatique                              | KK Partizan Belgrade          | Étoile rouge de Belgrade     | 71-63                        |  |
|                              | VTB United League                             |                               |                              |                              |  |
|                              | Ligue baltique                                | BK Ventspils                  | BC Prienai                   | 91-69 ; 70-73                |  |
|                              | Coupe d'Asie des clubs champions              | Foolad Mahan Isfahan          | Al-Rayyan                    | 84-74                        |  |
|                              | Coupe arabe des clubs champions               | Ahly Benghazi S.C.            | AS Hammamet                  |                              |  |
|                              | Coupe d’Afrique des clubs champions           | Primeiro de Agosto            | Étoile Sportive du Sahel     | 68-61                        |  |
| Compétitions nationales      |                                               |                               |                              |                              |  |
|                              | National Basketball Association (NBA)         | Heat de Miami                 | Spurs de San Antonio         | 4-3                          |  |
|                              | NCAA                                          | Cardinals de Louisville       | Wolverines du Michigan       | 82-76                        |  |
|                              | National Basketball League                    | New Zealand Breakers          | Perth Wildcats               | 2-0                          |  |
|                              | Championnat de Belgique                       | BC Telenet Oostende           | Belfius Mons-Hainaut         | 3-0                          |  |
|                              | Chinese Basketball Association                | Beijing Ducks                 | Xinjiang Flying Tigers       | 4-2                          |  |
|                              | A1 liga Ožujsko                               | Cibona Zagreb                 | KK Zadar                     | 3-0                          |  |
|                              | Championnat de République tchèque             | ČEZ Basketball Nymburk        | BK Prostějov                 | 3-0                          |  |
|                              | Eredivisie                                    |                               |                              |                              |  |
|                              | Pro A                                         | JSF Nanterre                  | Strasbourg IG Basket         | 3-1                          |  |
|                              | Basketball-Bundesliga                         | Brose Baskets                 | EWE Baskets Oldenburg        | 3-0                          |  |
|                              | HEBA                                          | Panathinaïkos                 | Olympiakós                   | 3-0                          |  |
|                              | Championnat d’Iran                            |                               |                              |                              |  |
|                              | Ligue israélienne de basket-ball              | Maccabi Haïfa Basketball Club | Maccabi Tel Aviv             | 86-79                        |  |
|                              | Serie A                                       | Mens Sana Basket              | Virtus Bologne               | 4-1                          |  |
|                              | Lietuvos Krepšinio Lyga                       | Žalgiris Kaunas               | Lietuvos Rytas               | 4-0                          |  |
|                              | Championnat du Monténégro                     | KK Budućnost Podgorica        |                              | 3-0                          |  |
|                              | Philippine Basketball Association             |                               |                              |                              |  |
|                              | Dominet Bank Ekstraliga                       | Stelmet Zielona Góra          | Turów Zgorzelec              | 4-0                          |  |
|                              | Ligue professionnelle de basket-ball (Russie) | CSKA Moscou                   | BC Khimki Moscou             |                              |  |
|                              | Naša Sinalko Liga                             | KK Partizan Belgrade          | Étoile rouge de Belgrade     | 3-1                          |  |
|                              | UPC Telemach                                  | KK Krka Novo Mesto            | Union Olimpija               | 2-1                          |  |
|                              | Liga ACB                                      | Real Madrid                   | FC Barcelone                 | 3-2                          |  |
|                              | Championnat de Turquie                        | Galatasaray SK                |                              | 4-1                          |  |
|                              | Championnat d’Ukraine                         | Newcastle Eagles              | Azovmach Marioupol           | 4-3                          |  |
|                              | British Basketball League                     | Leicester Riders              | Newcastle Eagles             | 68-57                        |  |

| Pays                         | Compétition                                    | Vainqueur                    | Finaliste                               | Résultat                     |
| Compétitions internationales | Compétitions internationales                   | Compétitions internationales | Compétitions internationales            | Compétitions internationales |
| ---------------------------- | ---------------------------------------------- | ---------------------------- | --------------------------------------- | ---------------------------- |
|                              | Euroligue                                      | UMMC Iekaterinbourg          | Fenerbahçe İstanbul                     | 82-56                        |
|                              | EuroCoupe féminine                             | Dynamo Moscou                | Kayseri Kaski S.K.                      | *66-61 et 70-*74             |
|                              | Ligue adriatique                               | ŽKK Partizan Belgrade        | Radivoj Korać Belgrade                  | 70-45                        |
|                              | Ligue baltique                                 | Olimpia Grodno               | BC Horizont Minsk                       | 74-49                        |
|                              | Ligue d'Europe centrale                        | K Cero I.C.P. Košice         | UNIQA Euroleasing Sopron                | 62-58                        |
| Compétitions nationales      |                                                |                              |                                         |                              |
|                              | Women's National Basketball Association (WNBA) | Lynx du Minnesota            | Dream d'Atlanta                         | 3-0                          |
|                              | NCAA                                           | Huskies du Connecticut       | Cardinals de Louisville                 | 93-60                        |
|                              | Women's National Basketball League             | Jimmy Possum Bendigo Spirit  | Townsville Fire                         | 71-57                        |
|                              | Championnat de Belgique                        | BC Namur-Capitale            | BBC Kangoeroes Boom                     | 2-1                          |
|                              | Championnat de Croatie                         | ŽKK Novi Zagreb              | Gospić Croatia Osiguranje               | 3-2                          |
|                              | Championnat de République tchèque              | USK Prague                   | BK IMOS Brno                            | 3-1                          |
|                              | Liga Femenina de Baloncesto                    | Halcón Avenida Salamanque    | Rivas Ecópolis                          | 2-0                          |
|                              | Ligue féminine de basket                       | CJM Bourges Basket           | Basket Lattes Montpellier Agglomération | 2-1                          |
|                              | A1 Ethnikí                                     | Panathinaïkós Athènes        | AO Ellinikou                            | 3-0                          |
|                              | Championnat de Hongrie                         | UNIQA Euroleasing Sopron     | UNI Győr                                | 3-0                          |
|                              | LegA Basket Femminile Serie A1                 | Famila Schio                 | BF Lucques                              | 3-0                          |
|                              | LSBL Championships                             | SK Cēsis                     | TTT Riga                                | 3-1                          |
|                              | LMKL                                           | Kibirkštis Vilnius           | Sirenos Kaunas                          | 3-0                          |
|                              | TBBL                                           | Fenerbahçe İstanbul          | Galatasaray İstanbul                    | 3-2                          |
|                              | Montenegro League                              | ŽKK Budućnost Podgorica      | KK Herceg Novi                          | 2-1                          |
|                              | Polska Liga Koszykówki Kobiet                  | CCC Polkowice                | Wisła Cracovie                          | 4-0                          |
|                              | Premier Liga Division A                        | UMMC Iekaterinbourg          | Sparta&K région de Moscou               | 3-0                          |
|                              | A League                                       | ŽKK Partizan Belgrade        | Radivoj Korać Belgrade                  | 3-0                          |
|                              | Women's English Basketball League              | Sheffield Hatters            | Barking Abbey                           | 70-57                        |

| Pays                         | Compétition                           | Vainqueur                    | Finaliste                    | Résultat                     |
| Compétitions internationales | Compétitions internationales          | Compétitions internationales | Compétitions internationales | Compétitions internationales |
| ---------------------------- | ------------------------------------- | ---------------------------- | ---------------------------- | ---------------------------- |
|                              | Coupe des Clubs champions (EuroCup 1) | Galatasaray SK               | Santa Lucia Sport Roma       | 71-50                        |
|                              | Coupe André Vergauwen (EuroCup 2)     | Unipol Briantea84 Cantù      | Dinamo Anmic Sassari         | 69-66                        |
|                              | Coupe Willi Brinkmann (EuroCup 3)     | GSD Porto Torres             | Padova Millennium Basket     | 69-66ap                      |
|                              | Challenge Cup (EuroCup 4)             | CP Mideba Extremadura        | Goldmann Dolphins Trier      | 68-51                        |
| Compétitions nationales      |                                       |                              |                              |                              |
|                              | Nationale A (NA)                      | CS Meaux                     | Hyères HC                    | 2-1                          |

## Décès
- 10 février : Thierry Rupert, international français de 2001 à 2004.
- 18 février : Jerry Buss, propriétaire des Lakers de Los Angeles de 1979 à 2013.